# أنطيوخوس الحادي عشر
أنطيوخوس الحادي عشر (ايبيفينس) حاكم المملكة السلوقية وابن أنطيوخوس الثامن وتريفانيا.
هو أخو سلوقس السادس وقد شارك في الحرب الأهلية، بعد موت أخيه في 95 ق.م بواسطة أنطيوخوس العاشر ، أنطيوخوس الحادي عشر ولاحقاً أخوه
فيليب الأول (فيلاديلفوس) اختاروا الانتقام وحاصروا أنطاكية، بعد فشل الحملة، انطيوخوس اجبر على الهرب وغرق في نهر اورونتس بعد أن حاول
عبوره بخيله.